# Sapala
Sapala est une commune située dans le département de Yaba de la province du Nayala au Burkina Faso.

## Géographie
Le village est traversé par la route nationale 21.